# Dana (Indiana)
Dana ist eine Town in der Helt Township des Vermillion County im Bundesstaat Indiana in den Vereinigten Staaten. Bei der Volkszählung 2010 hatte die Stadt 608 Einwohner. Dana ist ein insbesondere von der Landwirtschaft geprägter Ort.

## Geschichte
Dana wurde 1874 während des Baus einer Eisenbahnlinie gegründet, indem man am 18. August 1874 einen Katasterplan für den neuen Ort erstellte. Die Stadt wurde nach Charles Dana, einem Eisenbahnförderer, benannt. In Dana ist seit 1874 ein Postamt in Betrieb.

## Geographie

Karte von Dana

Dana befindet sich im zentralen Teil des Vermillion County rund vier Kilometer von der Staatsgrenze zu Illinois entfernt an der Indiana State Road 71, die rund 0,80 km südlich vom Ortsende vom U.S. Highway 36 gekreuzt wird. Über den U.S. Highway 36 gelangt man direkt in das 120 km entfernte Indianapolis. Bis nach Terre Haute sind es 50 km. Dana hat eine Gesamtfläche von 0,75 Quadratkilometer.

## Demographie
Nach der Volkszählung von 2010 lebten in der Stadt 608 Menschen in 241 Haushalten und 173 Familien. Die Bevölkerungsdichte betrug 800 Einwohner je km². Die Bevölkerung der Stadt bestand zu 97,5 % aus Weißen, zu 0,2 % aus Afroamerikanern, zu 0,5 % aus amerikanischen Ureinwohnern, zu 0,2 % aus Asiaten und 0,7 % aus anderen ethnischen Bevölkerungsgruppen. 1,3 % der Bevölkerung waren spanischer oder lateinamerikanischer Abstammung.
Von den 241 Haushalten hatten 34,0 % Kinder unter 18 Jahren, 59,8 % waren verheiratete Paare. 9,5 % der Haushalte hatten einen weiblichen Haushaltsvorstand ohne Ehemann, 2,5 % einen männlichen Haushaltsvorstand ohne Ehefrau und 28,2 % waren Nichtfamilien. 25,7 % aller Haushalte bestanden aus Einzelpersonen. 14,5 % der Einwohner hatten jemanden, der allein lebte und 65 Jahre oder älter war. Die durchschnittliche Haushaltsgröße betrug 2,52 und die durchschnittliche Familiengröße 3,00.
Das Durchschnittsalter in der Stadt betrug 40,7 Jahre. 24,2 % der Einwohner waren jünger als 18 Jahre; 6,8 % waren zwischen 18 und 24 Jahre alt; 25 % waren 25 bis 44; 25,4 % waren 45 bis 64; und 18,6 % waren 65 Jahre alt oder älter. Die geschlechtsspezifische Zusammensetzung der Stadt betrug 46,2 % Männer und 53,8 % Frauen.

## Persönlichkeiten
- Ernie Pyle (1900–1945), bekannter Kriegskorrespondent des Zweiten Weltkriegs
- Bert Shepard (1920–2008), ein Baseballspieler der Major League für die Washington Senators (er verlor im Zweiten Weltkrieg sein rechtes Bein)